# Elecciones parlamentarias de Lituania de 2008
Las elecciones parlamentarias se celebraron en Lituania el 12 de octubre de 2008, con una segunda vuelta el 26 de octubre en los distritos electorales donde ningún candidato obtuvo la mayoría en la primera vuelta de la votación. Los 141 escaños en el Seimas estaban disponibles para elecciones; 71 en circunscripciones de escaños individuales elegidos por mayoría de votos y los 70 restantes en una circunscripción nacional basada en la representación proporcional. Junto con las elecciones, se celebró un referéndum sobre la ampliación de la operación de la central nuclear de Ignalina.
Las elecciones fueron ganadas por una coalición de centroderecha, dirigida por Andrius Kubilius de la Unión Nacional. Kubilius fue nombrado Primer Ministro de un gobierno de coalición junto con el Partido de Resurrección Nacional, la Unión Liberal y de Centro, y el Movimiento Liberal.
La coalición tenía 80 escaños en el Décimo Seimas de 141 miembros. Los partidos que formaban parte de los gobiernos de coalición en el parlamento saliente sufrieron en las elecciones, con el Partido Socialdemócrata de Lituania, el Partido Laborista, la Nueva Unión (Liberales Sociales), la Unión Liberal y de Centro y la Unión Popular Campesina de Lituania todos perdiendo escaños en el Seimas, aunque los socialdemócratas aumentaron su número de escaños en comparación con las elecciones anteriores.